# Herb gminy Żelechlinek
Herb gminy Żelechlinek – jeden z symboli gminy Żelechlinek, ustanowiony 23 maja 1999.

## Wygląd i symbolika
Herb przedstawia na tarczy koloru zielonego siedzącego czarnego niedźwiedzia, wspartego o ul i trzymającego w łapie trzy złote kłosy. W prawym górnym rogu umieszczono złotą pszczołę. Pazury niedźwiedzia nawiązują do pracowitości mieszkańców gminy, a pszczoła do jej tradycji pszczelarskich.